# 战马

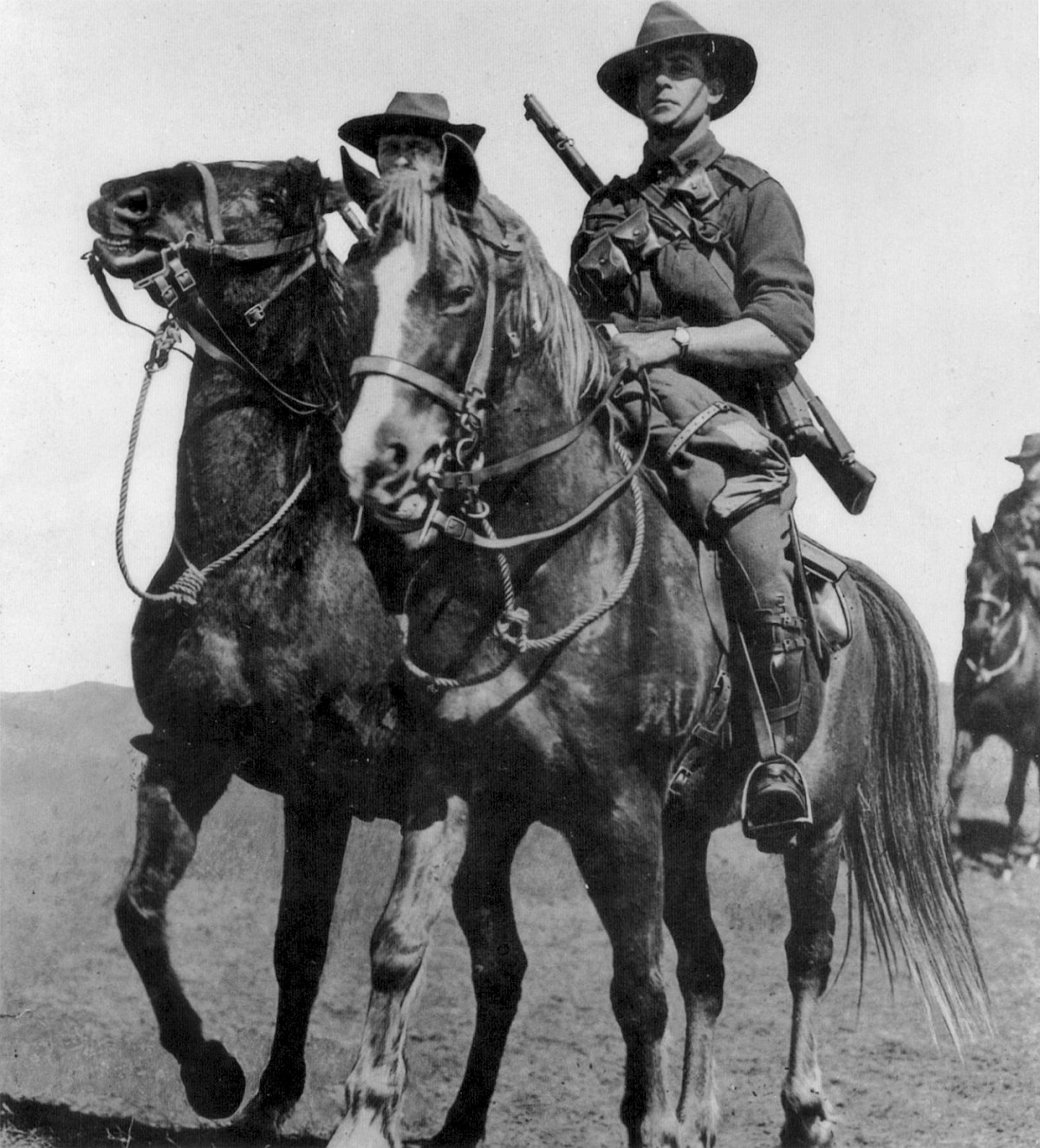
澳大利亞士兵騎乘的戰馬

戰馬是人類用於戰鬥的馬。人類使用馬匹戰鬥已有超過5000年的歷史。騎馬作戰的最早證據可追溯至公元前4000年至前3000年的歐亞大陸。到了前1600年，經改進的馬具及兩輪無篷馬車設計使得兩輪無篷馬車在古代近東地區常用於戰事中。關於戰馬訓練指南的最早文獻可追溯至一份在約前1350年寫成的訓練兩輪無篷馬車馬匹的指南。當騎兵取代戰車後，新的訓練方法也出現。
在中國戰爭歷史當中，不少知名戰馬出現在史書上，而中國從春秋戰國以來非常仰賴外地輸入馬匹。拿宋代來說戰馬僅能依靠進口，出自北部遼國境內牧場。宋真宗時期數量最多，不過二十萬匹。馬屬稀缺物，普通官宦人家、士大夫出行靠牛車、騎毛驢、乘轎子。
在21世紀仍有人使用馬匹戰鬥，例如在達爾富爾衝突中襲擊平民的金戈威德武裝分子。印度陸軍現在仍有一個騎兵團。

## 延伸閱讀
- Hacker, Barton C.  (fee required). The History Teacher. August 1997, 30 (4): 461–487. JSTOR 494141. doi:10.2307/494141.

## 外部連接
- The Institute for Ancient Equestrian Studies (IAES)
- The Society of the Military Horse
- Historic films showing horses in World War I at europeanfilmgateway.eu （页面存档备份，存于）

1. ↑  国晶. .